# Ethan Pringle
Ethan Pringle (* 30. května 1986 v San Francisku v Kalifornii) je americký horolezec.
S lezením začal v osmi letech na umělé stěně v tělocvičně nedaleko domova. V roce 2000 získal stříbrnou medaili na Mistrovství světa juniorů ve sportovním lezení. V roce 2008 vystoupil 76 metrů dlouhou cestou Jumbo Love na horu Clark Mountain (2418 m n. m.) v Kalifornii, kterou do té doby od prvovýstupu Chrise Sharmy (2008) nikdo nezopakoval. Mezi jeho další úspěchy patří cesta Realization (Biographie) na Montagne de Céüse (2016  m n. m.) ve Francii v roce 2007 a Thor's Hammer v Norsku (kterou jako první zvládl Adam Ondra) v roce 2015.

## Důležité výstupy

### Bouldering
- V15 (8C)
  - The wheel of life – V15 (8C)
  - Nest V15 (8C)
  - Kintsugi[10] V15 (8C)
- V14 (8B+)
  - Red Rocks V14 (8B+) První výstup
  - Slashface V14 (8B+)
  - Meadowlark Lemon V14 (8B+)[11]

### Sportovní lezení
- 5,15b (9b)
  - Jumbo Love : 5.15b (9b), 18. května 2015.[8]
- 5.15a (9a+)
  - Biographie : 5.15a (9a+).
  - Thor's Hammer: 5,15a (9a+).[9]
- 5.14d (9a)
  - Everything is Karate: 5.14c/d (8c+/9a), 22. dubna 2017. První výstup.[12]
  - Spicy Dumpling: 5.14d (9a), 20. prosince 2010. První výstup.[13]
  - La Reina Mora: 5.14d (8c+/9a), 13. března 2016.[14]

### Onsight
- Iron Man : 5.14b (8c).
- Moonlight Buttress : 5.12 (7a+).